# Port Salut

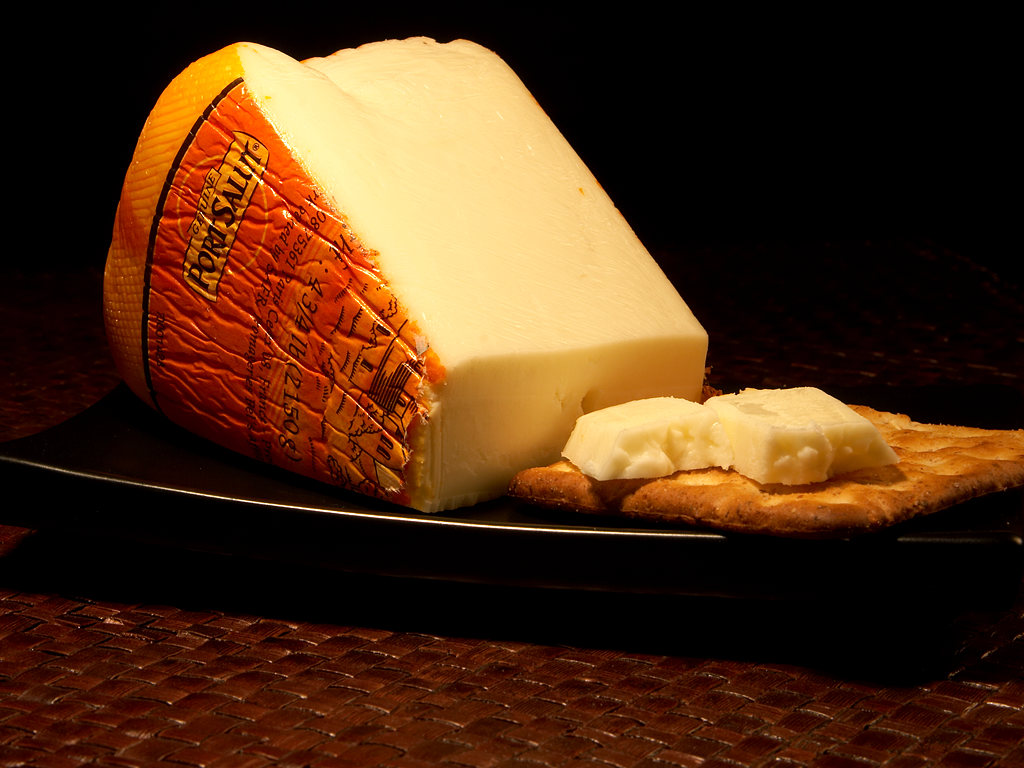
Port Salut

Der Port Salut, auch Port-Salut geschrieben, ist ein französischer Käse aus Kuhmilch. Er wird im Nordwesten von Frankreich hergestellt und gehört zu den sogenannten Industriel-Käsen, der in großem Maßstab von Bel hergestellt wird. 
Der Teig des Käses ist elfenbeinfarben und strömt kaum einen Geruch aus. Der Teig ist cremig, weich und geschmeidig. Er wird einen Monat lang gereift. In den Handel kommen Käselaibe mit einem Durchmesser von 20 Zentimeter und einer Höhe von vier Zentimetern. Der Fettgehalt in der Trockenmasse beträgt etwa 50 %. 